# Christoph Buchwald
Christoph Buchwald (* 30. November 1951) ist ein deutscher Herausgeber und Verleger.

## Leben und Werk
Christoph Buchwald hat als Herausgeber von Lyrik-Anthologien mit Literaturverlagen wie Deutsche Verlags-Anstalt, Claassen-Verlag, Luchterhand Literaturverlag, Verlag C. H. Beck, Verlag Klaus Wagenbach oder dem S. Fischer Verlag zusammengearbeitet. Er war von 1979 bis 2021 ständiger Herausgeber des Jahrbuchs der Lyrik. Von 2001 bis 2021 war er neben Eva Cossée Verleger des literarischen Verlags Cossee in Amsterdam. Darüber hinaus arbeitet Buchwald als Verlagslektor und Übersetzer aus dem Niederländischen.
Christoph Buchwald lebt in Amsterdam.

## Herausgabe (Auswahl)
- Jahrbuch der Lyrik – bislang 35 Editionen mit jeweils wechselndem Mitherausgeber – (1979 bis 2021).[2]
- 100 Gedichte aus der DDR – mit Klaus Wagenbach (2009).[3]
- Deutsche Literatur der siebziger Jahre, mit Klaus Wagenbach (1995)
- Erich Fried: Politische Gedichte. Vietnam, Israel, Deutschland (2008)